# Hero and Heroine
Hero and Heroine es el séptimo álbum de estudio de la banda inglesa Strawbs. Fue publicado en febrero de 1974 a través de A&M Records.

## Recepción de la crítica
Un escritor no especificado de la revista Cash Box comentó: “Más de las distintivas líneas melódicas que hacen que los Strawb sean tan atractivos llenan su último LP, una colección cuyo estribillo inicial, un instrumental titulado «Heroine's Theme», es una de las piezas musicales más inquietantes que hemos escuchado al grupo”. Un escritor no especificado de la revista Billboard comentó: “Una de las principales bandas de folk-rock de Gran Bretaña está de regreso con un personal bastante nuevo pero con las mismas excelentes canciones y armonías expertas que siempre han caracterizado a la banda. El fundador Dave Cousins sigue siendo una influencia guía y ha ampliado su alcance para volverse tan hábil en producciones de rock a gran escala como en material más folk. Dave Lambert también brilla como vocalista, músico y escritor”.

## Lista de canciones
Todas las canciones escritas y compuestas por David Cousins, excepto donde esta anotado. 
| Lado uno |                                                                                              |          |  |
| N.º      | Título                                                                                       | Duración |  |
| 1.       | «Autumn» I. «Heroine's Theme» (John Hawken) II. «Deep Summer's Sleep» III. «The Winter Long» | 8:26     |  |
| 2.       | «Sad Young Man» (Rod Coombes)                                                                | 4:07     |  |
| 3.       | «Just Love» (Dave Lambert)                                                                   | 3:40     |  |
| 4.       | «Shine on Silver Sun»                                                                        | 2:46     |  |

| Lado dos |                                      |          |  |
| N.º      | Título                               | Duración |  |
| 1.       | «Hero and Heroine»                   | 3:20     |  |
| 2.       | «Midnight Sun» (Chas Cronk, Cousins) | 3:12     |  |
| 3.       | «Out in the Cold»                    | 3:17     |  |
| 4.       | «Round and Round»                    | 4:44     |  |
| 5.       | «Lay a Little Light On Me»           | 3:27     |  |
| 6.       | «Hero's Theme» (Lambert)             | 2:27     |  |

## Créditos y personal
Créditos adaptados desde las notas de álbum de Hero and Heroine.
Strawbs
- David Cousins – voces, guitarra acústica y eléctrica
- Dave Lambert – voces guitarra acústica y eléctrica
- John Hawken – piano, piano eléctrico, órgano, Mellotron, sintetizador
- Chas Cronk – bajo eléctrico, sintetizador, voces
- Rod Coombes – batería, percusión, voces

Personal técnico
- David Cousins – productor
- Tom Allom – productor, ingeniero de audio
- Freddy Hansson – ingeniero de audio
- Michael Doud – director artístico
- Tony Evans – fotografía

## Posicionamiento
| Gráfica (1974)                            | Pico de posición |
| ----------------------------------------- | ---------------- |
| Canadá (RPM Top Albums)                   | 70               |
| Estados Unidos (Billboard Top LPs & Tape) | 94               |
| Noruega (VG-lista)                        | 20               |
| Reino Unido (UK Albums Chart)             | 35               |